# Vallée-du-Ntem
Vallée-du-Ntem is een departement in Kameroen, gelegen in de regio Sud. De hoofdstad van het departement heet Ambam. De totale oppervlakte bedraagt 7 303 km². Er wonen 64 747 mensen in Vallée-du-Ntem.

## Districten
Vallée-du-Ntem is onderverdeeld in drie districten:
- Ambam
- Ma'an
- Olamze